# TOKYO MX NEWS
『TOKYO MX NEWS』（トウキョウエムエックスニュース）は、東京メトロポリタンテレビジョン（TOKYO MX）で放送されている報道番組であり、2001年4月から2021年3月31日まで放送されていたニュースの統一タイトルでもある。

## 概要
もともと1995年11月1日の開局当初のイブニングニュースや定時ニュースは『東京NEWS』というタイトルで統一されていたが、後に、夕方のニュースは『イブニングTOKYO』や『MXTVニュース17:55（18:00）』として、夜間のニュースは『東京NEWS21時』や『TOKYO NEWS upDate』などとして放送されるようになっていた。しかし21世紀を迎え、TOKYO MXとしての報道色を前面に押し出すため、再び全時間のニュースタイトルが『TOKYO MX NEWS』に統一され、アメリカナイズされたローカルなニュース番組のイメージを、視聴者にアピールしている。
2004年5月には、米国のテレビ局「ニューヨーク1」（NY1）と姉妹局契約を締結し、2004年6月からは、「ニューヨーク1」内にニューヨーク事務所を開設した。以来、ニューヨークからのリポートを、東京が受けるというスタイルで毎日伝えている。
2006年7月1日からハイビジョン製作番組となる。
2011年3月11日発生の東日本大震災を教訓として、同年以降、不定期で「シリーズ・検証!首都防災」の企画が始まる。
独立局であるため、基本的に他局へのネットは行われない。ただし2011年4月11日及び2012年12月7日の『5時に夢中!』の生放送中に東日本大震災の余震に関連した地震が発生したため、臨時に群馬テレビへもネットされた。また、2020年8月28日の安倍晋三内閣総理大臣の辞任会見の開始が17時からだったため、『5時に夢中!』をネットしている群馬テレビ、とちぎテレビ、KBS京都などでも冒頭15分間放送された。
ニュース内容によってはMX以外の独立局（主にサンテレビ、KBS京都、三重テレビなど）が取材した映像が使用される。特に週末夕方の放送では、ラストニュースでこの映像を使用した季節の話題が伝えられる。独立局がない地域のニュースでは基本的に共同通信社から情報や映像が提供され、何れの場合も協力局・会社が途中でクレジット表示される。15:00からの放送の際、2011年度までは092chで東京シティ競馬中継を15:05から放送する場合、その直前まで092chで放送している東京マーケットワイドを15分ごろまで引き継いで放送されていた。また、かつては平日夕方・夜間にStock Voiceキャスターが今日の東京証券取引所の概況をVTRで解説するコーナーがあった。
20時台の放送は原則TOKYO MX1で放送されるが、『パ・リーグ応援宣言!ホークス中継』を放送する場合はTOKYO MX2およびワンセグ2で放送。土曜日0:00（金曜深夜）からの再放送（TOKYO MX2およびワンセグ2のみ）は2012年3月まで原則『都知事定例会見中継』の再放送後に放送されていたが、同年4月から土曜0:30（金曜深夜）枠がアニメ枠になった関係で『都知事定例会見』の再放送は4月から2時間繰り下がって深夜2時からの単独番組に変更された。また、2014年8月からMX NEWS再放送は1:00からの放送時間に変更されている。
2021年3月31日をもって、放送終了。翌4月1日からは、新たなブランドとして、既に放送されている『news TOKYO FLAG』を基幹とした『MX news FLAG』（土日夕方は『news FLAG サタデー』『news FLAG サンデー』）となり、同日から朝の『モーニングCROSS』に代わり、『堀潤モーニングFLAG』が開始されるため、TOKYO MXの報道ブランドは『FLAG』に変更される。
2024年9月、『堀潤モーニングFLAG』並びに『TOKYO MX news FLAG』が終了となり、これまでの報道ブランドである『FLAG』が解体されたことを受けて、同年10月から本番組が3年6か月ぶりに復活した。

## 歴史

### 2001年度前半
平日21時台に放送されていた『TOKYO NEWS update』の終了をもって1995年開局当初から続いた『東京NEWS』の番組名は完全に消滅し、前年12月に通称を「東京MXテレビ」に変更したためか『TOKYO MX NEWS』のタイトルが使用された。当初は平日のみの放送で『白沢みきのモーニングTOKYO』以外のニュース番組が平日には存在しなかった。『TOKYO NEWS upDate』の夕方への枠移動という形を取っていたため、出演者・番組構成・コーナーはほぼ同じで、金曜日に同年3月まで放送されていた『葉千栄のアジア電視台』を引き継ぐ形で「葉千栄のアジアトーク」というアジアの面白い話題を紹介するコーナーが放送された。

### 2001年度後半 - 2006年前半
開始半年後からは坂本知子以外の出演者が全員降板し、以後はしばらく女性アナウンサー1人が担当した。それまで、放送で使われていたスタジオから、報道フロア内に設けられた小さなニューススタジオに変更され、放送時間も20分短縮し番組コーナーもリポートとミニ特集が放送されるのみで特集も消滅した。そのかわりに午後のスポットニュース枠・平日夜間の再放送枠が設置された。そして土日夕方の『サタデーTOKYO』と『サンデーTOKYO』を統合し、以降は『白沢みきのモーニングTOKYO』（後に『TOKYOモーニングサプリ』）以外の全てのニュース番組が当番組に統一された。その1年後の2002年10月からは午後のスポットニュース枠が増枠し、各女性アナウンサーのシフト勤務となった。2003年4月からは、テレビ埼玉、千葉テレビ放送、テレビ神奈川と4局ネット「ネット4」をスタートしニュースを配信していた。

### 2006年後半 - 2010年3月
2006年7月1日に半蔵門メディアセンターに社屋を移転し、テロップ・オープニングなども一新されたほか、セットもキャスターと共に記者なども座って報告できるような広いものになった。そして夕方にはニューヨークのニュース専門チャンネル・NY1のニュースVTRを一項目字幕付きで伝えるコーナーもスタートした。
3か月後の2006年10月からは、それまで『TOKYOモーニングサプリ』を担当していた橘しんごが夕方（および夜間の再放送）に加わり、5年ぶりにキャスターが男女2人制となった。
2007年5月21日（現地時間）、イギリスのニュース制作会社・ITNと業務提携し、同年7月1日より日曜夕方のニュースの中でITN制作のニュース番組『ロンドン・トゥナイト』を放送している。
2008年5月、長らくキャスターを務めた坂本知子が退職に伴い降板。2008年7月からは、川井綾子がメインキャスターに加わり、さらに2008年10月からは元共同通信社記者の角田光男を解説に加え（2009年10月に橘が降板して以降、20時台のメインキャスター）、1年間3人体制を敷いていた。
2008年4月から、月曜日に「東京ITニュース」のコーナーが加わった。この企画はテレビ放送より先行してYouTubeに掲載するというIT層を狙ったものとなっている。2009年4月から、20時台にも平日夜間のニュースが新設され、平日夕方のニュースは18時開始に戻った。また、夕方のニュースは地上デジタル092chおよびワンセグ2での再放送が開始された。
2009年10月から、平日夕方（18時台）の放送時間が15分に短縮され、夕方の放送では3年振りにキャスター1人体制となった。キャスターは橘しんごに代わって、堀江政史が加わり、平日夜間（20時台）ではサブキャスターとして、ニューススタジオ内のクロマキー合成の背景をバックにニュースを伝えていた。
2009年度は東京シティ競馬中継時は20時のニュースは休止、また092chおよびワンセグ2の再放送は18時からのニュースの再放送となっていた。2010年度はそのような休止の事態は『パ・リーグ応援宣言！ホークス中継』と前述の『東京シティ競馬中継』が重なる場合のみとなっていた。

### 2010年4月 - 2012年3月
2010年4月5日から、オープニングやテロップがリニューアルされ、『東京NEWS』以来となる完全ワイド画面（16:9）製作となった。アナログ放送では在京局のニュースで初めてレターボックス放送が開始される。
平日夕方（18時台）は放送時間が20分に延長され、再びキャスター2人体制での放送となり、前年の10月から加わった堀江政史が平日夕方のメインキャスターとなった。また、平日夜間（20時台）の放送時間は金曜日のみ45分に拡大された。
2010年10月から、平日夕方・夜間キャスターに林宙紀が起用され、夜間は林・川井の2人体制となった。それまで平日夜間のメインキャスターであった角田光男はコメンテーターを担当。
2011年4月から、コメンテーターの角田光男は水・木曜日夜間のみの出演となり、月・火・金曜日夜間はコメンテーターが不在の状態であったが、5月からは月曜日夜間を雑誌編集者の渡邊直樹、火曜日夜間を文学博士の筒井清忠（9月の途中からは野村総合研究所の立松博史）が担当するようになる。金曜日夜間のコメンテーターは通常出演しないが、不定期で行政学者の佐々木信夫が担当、放送時間は月 - 木曜日と同様30分となる。

### 2012年4月 - 2012年9月
2012年4月より、午前7時からの『チェックタイム』と連動した午前中2つのスポット枠と、11:30からのTOKYO MX NEWSの放送時間を30分に拡大した昼のワイドニュース（番組ではお昼のチェックタイムと紹介されていた）が放送された。このため平日午前中は『チェックタイム』にタイトルが統一され、平日午後以降はTOKYO MX NEWSとして放送される。また、18時と20時のオープニングやテロップのリニューアルを行い、平日夕方（18時台）の放送時間が30分へ拡大され、これまで不定期出演であった気象予報士が平日夕方・夜間に出演するようになった。一方、21時30分からの再放送は廃止されて枠が縮小した。
この改編で、林宙紀と川井綾子、平日夜間に出演していたレギュラーコメンテーターが降板。平日夕方及び夜間のメインキャスターに、元山口放送アナウンサーの中谷隆宏が、平日夜間のキャスターに、フリーアナウンサーで気象予報士の酒井千佳が加わった。
また、この改編と同時にMXのアナウンサー職が廃止されたが、9月まではシフト勤務で平日夕方と休日に出演していた。

### 2012年10月 - 2013年3月
2012年10月からは、『チェックタイム』として放送されていた枠（9:59 - 10:00のスポット枠）が『TOKYO MX NEWS』となり、9:00からの5分枠が廃止された。
昼のワイドニュース枠「お昼のチェックタイム」も廃止となり、昼は12:55 - 13:00の5分に大幅縮小された。
平日15時台の30分枠を廃止し、14時台に14:59からの60秒のスポット枠を新設。平日20時台の枠も廃止された。平日深夜の再放送（092chおよびワンセグ2）は、平日18時台のものを差し替えなしで放送するようになった。
この改編では特に平日の午前・午後・夜間で大幅にニュース枠が削減されて縮小された。
スポット枠等で長らく続いていた道路交通情報はこの改編で、夕方の放送のみで行われるようになった。
「お昼のチェックタイム」で放送されていたコーナーのうち、「美術館へ行こう!」と「つながり通信」は夕方のMX NEWSへ移動。「東京ITニュース」は「よくわかるIT」と名前を変えてリニューアル。そして、平日夕方の放送では、都内で働くお父さんの姿とその子供へのメッセージを伝える「昼間のパパ」と題する帯コーナーが新設された。
この改編に伴い、平日夜間のメインキャスター酒井千佳とお天気キャスター知念有美が降板、メインキャスターに元朝日放送アナウンサー堀友理子が、お天気キャスターに吾方佑名が、土曜日担当に近藤麻智子が加わった。また、土曜日と日曜日は1日を通して1人のキャスターに固定されるようになった。特に、TOKYO MX所属でキャスターを務めていた報道部記者は全員降板。平日夕方のニュースでのリポート報告、都知事記者会見関連での都庁記者クラブからの中継、警視庁記者クラブからの中継、その他の中継先からリポートで出演するのみとなり、全時間帯で外部のフリーアナウンサーによる出演となった。

### 2013年度
2013年度からは、平日午前7時台はこれまで情報ワイド番組『チェックタイム』を放送していた枠に、新たに『TOKYO MX NEWS』の朝刊版を、さらに12時台の放送も12:00 - 12:15の15分枠での編成となった。これに伴い12:55からの5分枠と9:59からの1分枠のスポットニュースが廃止され、8:59、10:59、12:59に各々1分ずつのスポットニュースが2時間おきに新設された。
これにより平日（金曜日を除く）は、スポットニュースが4回放送される。
平日夜間は2012年9月で廃止された20時台の放送を再開、深夜も基本的に20時台の放送を再放送するようになった。
朝は、前身番組『チェックタイム』でサブキャスターを務めた村上幸司と、フリーアナウンサー魚住咲恵がメインキャスターを担当。また、『チェックタイム』から芸能情報と「TOKYOインフォメーション」を引き継いだ。
平日夕方と夜間は引き続き中谷隆宏と、3月まで土曜日担当だった近藤麻智子がメインキャスターを担当した。
平日の朝、正午のニュースでは鉄道情報と道路交通情報が強化された。朝は鉄道情報リポーターが都内のターミナル駅等から中継出演し、鉄道情報と気象情報を伝えた。正午は番組の中盤で道路交通情報と共に伝えた。
各曜日の特集は改編前の3月下旬からリニューアルし、月曜日は「東京ITニュース」時代から長らく続いていた「よくわかるIT」が終了し、首都圏の鉄道に関する様々な情報を伝える「首都圏レールトピックス」が、水曜日は東京の最新流行を取り上げる「東京トレンド」が新設された。
これによって、TOKYO MXにおけるニュース・報道番組はすべて『TOKYO MX NEWS』のブランドに統一された。
10月改編では放送時間に変更はなく、夕方のコーナーが変更された。
月曜日のコーナーは「首都圏レールトピックス」に替わり、首都圏の様々な乗り物に関する特集「週刊トランスポート」が新設された。
また、平日夕方の帯コーナーであった「昼間のパパ」が終了し、防災・減災に役立つ情報を伝える「防災・減災マメ知識」が新設され、平日朝にも放送されるようになった。

### 2014年度
放送時間を含めた大幅なリニューアルが実施された。
平日朝7時から放送していたTOKYO MX NEWSが終了。朝は2年振りに情報番組枠となり、『モーニングCROSS』が放送されるようになった。また、24時間マルチチャンネル放送となり放送回数が増加した。
平日昼の放送は、TOKYO MX2で11:40から、TOKYO MX1で12:15からとなり、いずれも夕方及び夜間同様に、気象予報士が天気を伝えるようになった。また、TOKYO MX2の東京マーケットワイド第2部終了後15:20から10分枠を新設、2012年9月で廃止された15時台の放送が復活した。
平日夕方（18時台）はオープニング映像を廃止して、メインキャスターと気象予報士3人が揃って挨拶する形式となった。そして平日夜間（20時台）は番組名が『TOKYO MX NEWS NEXT』となり、記者や専門家による解説、ゲストを呼んでインタビューを行うなど、18時台とは差別化された内容となった。
2014年7月31日までは、TOKYO MX2の深夜の再放送は24:00 - 24:30だったが、8月1日以降は1時間繰り下がり25:00 - 25:30に変更された。また、土日もTOKYO MX2で12:57、18:50、20:55に枠を新設し増回となった。しかし、2014年度は平日祝祭日の放送体制が従来と大幅に変わり、昼間はスポット枠の10:59のみ放送で他の時間帯は全て天気予報となった。

### 2015年度
ニューススタジオ改装等を伴うリニューアルが実施された。
平日12:15までの放送は従来どおりだが、午後のスポット枠が12:59と14:59から、それぞれ13:59と15:59に変更となった。
平日夕方のニュースは2009年10月改編期以来のキャスター一人体制となったが、お天気キャスターは存続された。
メインキャスターに月曜　- 木曜は、2015年3月までNHKで勤務していたフリーアナウンサー中倉隆道が、金曜日は元日本テレビアナウンサー山本舞衣子が担当し、土日についてはフリーアナウンサーの藤田真奈美が担当とした。
20時台は20:55からの5分枠に大幅縮小、『TOKYO MX NEWS NEXT』は僅か1年で廃止され、メインニュースは2012年10月改編期以来18時台に戻った。
深夜は引き続き20時台の再放送となったが、放送時間が5分しかないため、夜間深夜における放送枠が総じて大幅縮小された。特に夏場のMX1の野球中継とMX2の競馬中継が重なった場合、20時台の放送を休止しても従来は必ず前日18時台のニュースを再放送していた。しかし、今改正で20時台が休止の場合でも、18時台の再放送を一切行わず天気予報で穴埋めしたため、曜日によっては18時が最終ニュースとなる日が発生する等、大幅縮小が実施された2012年10月改正と比べても、夜間深夜枠は相当な大幅縮小となった。
2015年度の平日夜間の最大の特徴は同局の報道局所属記者がキャスターを務めていた。過去にキャスターとして出演していた風戸星那や竹田有里に加え、多数の記者がキャスターとして5分間のニュースを伝えていた。
土日のスポット枠が11:59、12:59、15:59に変更、土曜21:55と日曜の21:58が廃止された。
2014年度に引き続き祝日の昼間の放送は1回のみだが、11:59に放送枠を新設した。ただし、深夜25時台は前日18時台のニュースを再放送するため、平日と祝日で深夜の再放送体制に逆転現象が生じていた。
半蔵門への本社移転後、ニュースは基本的に座って伝えていたが、スタジオ改装に伴い、移転前のテレコムセンター時代の一時期以来、十数年振りに立ったままニュースを読むスタイルに変更された（テレコムセンター末期は背もたれのない、脚の長いスツールに座っていた）。
しかし、11月22日の放送から椅子が用意され、再度着席してニュースを読む形式に変更となった。
2015年度より全国高等学校野球選手権東東京大会・西東京大会の試合結果を伝える『TOKYO MX NEWS 高校野球ハイライト』が20:55のスポット枠で開始した。以降、2016年度、2020年度も放送された。
同年10月の改編で魚住咲恵と中倉隆道が降板、平日朝昼に元富山テレビ放送アナウンサーで、TBSニュースバードでキャスターを務めていた角田佐哉香が、月曜 - 木曜の夕方は元テレビ朝日アナウンサー石井希和が、土曜日は元NHK長崎放送局アナウンサーの近藤奈央が担当した。これに伴い、藤田真奈美は日曜のみの担当となった。
記者リポートや特集におけるナレーションは、今までは原則担当した記者が行っていたが、10月改正以降平日においては別のナレーター（声優事務所所属者）がニュースリーダーとしてナレーションを行うことが増えた。これは一部のニュースについてもナレーターによるニュース読みが行われている。

### 2016年度
放送時間が大幅に変更された。平日朝昼のスポット枠が全廃、平日昼間MX2の11:40からの放送も5分枠に大幅短縮された。また、MX1の12:15からの15分枠が12:30に移動の上、30分枠に拡大された。これに伴い夕方のお天気キャスター吾方佑名が、平日昼間に異動したが、2017年1月末に「遅めの夏休み」という名目で休養していたが、復帰することなく2月末で正式降板した。夕方夜間の放送は2015年度から変更はないものの、夕方のお天気キャスターが元井美貴に変更された。
そして平日夜間のキャスターは同局の報道局所属記者から、村上幸司の担当に変更。
土日は11:59の放送がMX2に変更。12:59の放送が12:55からの5分枠に拡大の上MX1へ移動。15:59のスポット枠は廃止された。
10月の改編では、平日昼間の放送時間が変更となった。MX2での11:40からの放送が20分枠に拡大、その一方でMX1の12:30から放送が廃止。12:00から放送の情報番組ひるキュン!に置き換わり、12時台のニュースは同番組内のコーナーに内包された。
なお、2016年度から土日祝日のニュース動画配信は一切行われなくなったが、年度途中の2017年2月頃より復活している。

### 2017年度
2016年度に引き続き、放送時間に変更はなし。お天気キャスターが元井美貴から牧野結美に交代された。また、土曜日担当の近藤奈央が降板し、藤田真奈美
が再び土曜日担当となった。スタジオセットの一部変更と、OP映像が変更された。
10月改編でスタジオセットと放送時間が変更された。平日昼MX2の11:40からの放送は5分に大幅短縮。その一方でひるキュン!に内包されていたニュースコーナーは独立し、MX1で12:55から5分間放送された。MX1での平日昼間の放送は、2016年10月改正で廃止されて以来の復活である。また、角田佐哉香が降板し、堤友香が加わった。
夕方は放送時間を1分フライングし17:59から開始。キャスターに、元TBSアナウンサーでアメフト選手としても活躍した有馬隼人が就任。サブキャスターには、2017年9月までメ～テレアナウンサーだった田中麻耶が就任した。平日のメインニュースでキャスター二人体制となるのは、2015年4月改正以来2年半振りとなる。お天気キャスターには結城香織が就任した。
20時台は1分繰り下げの20:56からに変更。深夜のMX2の再放送枠は、25:00（翌日午前1時）から大幅に繰り上げ23時台に移動。内容も20時台から、18時台のメインニュースに変更された。メインニュースの再放送は、2015年4月改編で廃止されて以来、実に2年半振りに復活した。
土日の放送も変更された。MX2の11:59の放送が廃止。土曜日のみMX1の12:55が存続された。MX2の18:50とMX1の20:55の放送は廃止。夕方の再放送枠としてMX2で23:30に枠が新設された。土日担当だった藤田真奈美が降板、土曜日は風戸星那に、日曜日は森田美礼に変更された。
祝日は、MX1の11:59の放送が12:55の5分枠に移動。夕方は平日同様17:59から放送され、深夜も23:29から再放送された。
2018年1月から、17:59から1分間のミニ番組が始まったため平日・祝日の夕方ニュースが従来の18時開始に戻った。それに伴い、深夜の再放送も23時30分開始となった。

### 2018年度
4月の改編では、土日は23時台からを22時台に放送時間を変更。10月の改編では、「イブニングライブ」が廃止された。平日月曜夜の20時台は、BE-BOP SPORTS〜スポーツを愛するマンデートーク〜にニュースコーナーが内包され、MX NEWSとしては火曜日から金曜日までの放送に変更された。また、日曜日の『激論!サンデーCROSS』が終了したため、13:27に枠が新設された。
また、2019年2月中旬で土曜日担当の風戸星那が産休に入ったため、それ以降は森田美礼と藤本真未が土曜日を担当することとなった。

### 2019年度
スタジオの後方にあるLEDパネルの色が、ブルーからオレンジに変更された。また、改正前の3月30日の放送からテロップの一部が変更された。そして平日夜間の放送時間は、月曜日のBE-BOP SPORTS〜スポーツを愛するマンデートーク〜の終了に伴い、月曜日から金曜日まで20:56に放送されるようになった。さらに、日曜日夕方の放送は30分に拡大され、18:30まで放送されるようになった。2006年以来平日のMX NEWSで放送していた『NY1ニュース』は日曜日の放送に変更され、後述のコーナー企画「子どもの未来」の再放送が行われた。
2019年度は「子ども未来応援」をTOKYO MXの重点テーマに掲げる一環として、子育て、教育、スーパーキッズなど、子どもの未来について、あらゆる角度から深掘りしていくコーナー企画「子どもの未来」を5月13日より毎週月曜日に放送（2020年3月30日をもって終了）。
7月29日よりお天気キャスターに青山学院大学在学でスプラウト所属の今井美櫻が、7月より日曜キャスターにセント・フォース所属の竹村優香が担当するようなった。
9月6日より、早稲田大学在学で、今井と同じくスプラウト所属の安藤咲良が中継リポーターを担当するなど、大学生キャスターを起用するようになった。
10月以降は、平日の昼間は堤友香に代わり藤本真未が、週末と祝祭日を吉年愛梨が担当するようになった。また、田中陽南が平日夜間のキャスターを担当するようになった。
さらに、天気予報は気象キャスターの代わりに、10月以降は気象予報士の資格を持つ田中が、有馬と共に天気の概況を伝え、都内の詳しい天気はナレーションが担当することになった。

### 2020年度
2020年4月1日より、平日夕方枠が『news TOKYO FLAG』にリニューアルされたが、その他の枠はMX1のみでスポットニュース形式として継続する。
また、前述の『news TOKYO FLAG』放送開始に伴い、スタジオセットの一部が変更された。
同年5月29日まで、9:59・14:58は『TOKYO MX NEWS 新型コロナウイルス情報』として特設ニュースを放送していた。
- 日曜夕方版は、引き続き『NY1ニュース』と『London Tonight』を放送。なお、コーナー企画枠は2019年11月5日に開局した医師向けのインターネットテレビ「MedPeer Channel」の『Medical News Line』で放送された特集や『news TOKYO FLAG』で放送されたニュースを再放送している。

同年9月26日・27日をもって、MX2での週末夕方版の再放送枠が終了した。これにより、再放送枠も含めMX2における報道番組の放送は消滅した。
10月改編で祝日20時台に30分枠が新設された。これは同枠の『news TOKYO FLAG』が平日のみ放送されるための措置となる。20時台のMX NEWSが30分枠となるのは、2014年4月改編の『TOKYO MX NEWS NEXT』以来である。
なお、10月改編をもって放送する全ての枠でOP映像が廃止された。
2020年度をもって、TOKYO MX NEWS名義の番組は全て廃止され、2021年度以降は『MX news FLAG』に移行した。

### 2024年度
同年9月で『TOKYO MX news FLAG』が終了した事に伴い、3年半ぶりに本番組が復活した。
平日昼の放送時間に変更はないが、土曜休日の夕方が30分繰り上げり17:55からの放送となった。

## 現在の放送時間（2024年9月30日 - ）
- 平日
  - 11:00 - 11:04
  - 13:00 - 13:04　
  - 15:00 - 15:04（金曜日は都知事定例会見の為、放送休止）
- 土日
  - 12:55 - 13:00
  - 17:55 - 18:00

## 過去の放送時間
- 平日午前中
  - 2012年10月 - 2013年3月：9:59 - 10:00[注 8]
  - 2013年4月 - 2014年3月：7:00 - 8:00
  - 2013年4月 - 2016年4月1日 ： 8:59 - 9:00、10:59 - 11:00
  - 2020年4月1日 - 5月29日 ： 9:59 - 10:00（TOKYO MX1）

- 平日昼間
  - 2001年10月 - 2002年9月： 11:50 - 11:55、13:55 - 14:00
  - 2002年10月 - 2003年3月： 11:00 - 11:05、12:00 - 12:05、13:00 - 13:05、14:00 - 14:05、15:00 - 15:05（金曜除く）、17:00 - 17:05
  - 2003年4月 - 2004年3月： 11:00 - 11:05、11:55 - 12:00、13:00 - 13:05、14:00 - 14:05、15:00 - 15:05（金曜除く）、17:00 - 17:05
  - 2004年4月 - 09月： 11:00 - 11:05、11:55 - 12:00、13:00 - 13:05、14:00 - 14:05、15:00 - 15:05（金曜除く）
  - 2004年10月00000： 11:00 - 11:05、11:55 - 12:00、13:00 - 13:05
  - 2004年11月 - 2006年03月： 11:00 - 11:05、11:55 - 12:00、13:00 - 13:05、15:00 - 15:05（金曜除く）
  - 2006年4月 - 6月： 11:00 - 11:05、15:00 - 15:05（金曜除く）
  - 2006年7月 - 9月： 11:00 - 11:05、12:55 - 13:00、15:00 - 15:05（金曜除く）
  - 2006年10月 - 2007年9月： 11:30 - 11:40、12:50 - 13:00、15:30 - 16:00
  - 2007年10月 - 2008年3月： 11:30 - 11:40、12:50 - 13:00、14:00 - 14:30
  - 2008年4月 - 2009年3月27日： 11:30 - 11:40、12:50 - 13:00、15:00 - 15:30
  - 2009年3月30日 - 2012年3月： 11:30 - 11:40、12:55 - 13:00、15:00 - 15:30
  - 2012年4月 - 9月：12:55 - 13:00、15:00 - 15:30
  - 2012年10月 - 2013年3月：12:55 - 13:00、14:59 - 15:00（金曜除く）
  - 2013年4月 - 2014年3月：12:00 - 12:15、12:59 - 13:00、14:59 - 15:00（金曜除く）
  - 2014年4月 - 2015年3月：11:40 - 11:55、12:15 - 12:30、12:59 - 13:00、14:59 - 15:00（金曜除く）
  - 2015年4月 - 2016年4月1日 ： 11:40 - 11:55、12:15 - 12:30、13:59 - 14:00（都知事会見日除く）、15:59 - 16:00
  - 2016年4月 - 9月：11:40 - 12:00、12:30 - 13:00
  - 2016年10月 - 2017年9月29日 ： 11:40 - 12:00
  - 2017年10月2日 - 2020年3月31日 ： 11:40 - 11:45（TOKYO MX2）、12:55 - 13:00（TOKYO MX1）
  - 2019年9月30日 - 2020年3月31日 ： 14:27 - 14:30（TOKYO MX1）
  - 2020年4月1日 - 5月29日 ： 14:58 - 15:00（TOKYO MX1）
  - 2020年4月1日 - 2021年3月31日 ： 11:55 - 12:00（TOKYO MX1）
  - 2020年4月1日 - 2021年3月31日 ： 13:58 - 14:00（TOKYO MX1・都知事会見日除く）

- 平日夕方
  - 2001年4月 - 2001年10月： 18:10 - 18:55
  - 2001年10月 - 2004年3月： 18:30 - 18:55
  - 2004年4月 - 2007年9月： 18:00 - 18:25
  - 2007年10月 - 2008年3月： 18:00 - 18:30（月・水曜）、18:00 - 18:25（火・木・金曜）
  - 2008年4月 - 2009年3月27日： 17:55 - 18:25
  - 2009年3月30日 - 9月： 18:00 - 18:25
  - 2009年10月 - 2010年3月： 18:00 - 18:15
  - 2010年4月 - 2012年9月： 18:00 - 18:20
  - 2012年10月 - 2017年9月： 18:00 - 18:30
  - 2017年10月2日 - 12月： 17:59 - 18:30
  - 2018年1月4日 - 2020年3月31日： 18:00 - 18:30

- 平日夜間及び深夜（2009年3月までと2017年10月からは、夕方の再放送）
  - 2001年10月 - 2007年9月： 21:30 - 21:55
  - 2007年10月 - 2008年3月： 21:30 - 22:00（月・水曜）、21:30 - 21:55（火・木・金曜）
  - 2008年04月 - 9月： 21:30 - 22:00
  - 2008年10月 - 2009年3月27日： 21:30 - 21:55
  - 2009年3月30日 - 9月： 20:00 - 20:45、21:30 - 21:50、24:00 - 24:20（21時台、24時台は18時の再放送で092ch、ワンセグ2のみ放送）
  - 2009年10月 - 2010年3月： 20:00 - 20:30、21:30 - 22:00、24:10 - 24:40（21時台、24時台の再放送は092ch、ワンセグ2のみ放送）[注 9]
  - 2010年4月 - 2011年3月： 20:00 - 20:30（月 - 木曜）、20:00 - 20:45（金曜のみ）
  - 2011年4月 - 2012年9月： 20:00 - 20:30[注 10]
  - 2013年4月 - 2015年3月： 20:00 - 20:30
  - 2015年4月 - 2017年9月： 20:55 - 21:00
  - 2017年10月2日 - 2017年12月： 23:29 - 翌0:00（TOKYO MX2）
  - 2018年1月4日 - 2020年3月31日： 23:30 - 翌0:00（TOKYO MX2）
  - 2017年10月2日 - 2020年9月30日： 20:56 - 21:00（TOKYO MX1）
    - 『パ・リーグ応援宣言！ホークス中継』を放送する場合はTOKYO MX2で放送。TOKYO MX2での競馬中継が重なった場合は放送休止。

※祝日昼間の5分ニュースは『天気情報』に、夕方・夜間は天気情報を含めて15分間に短縮される。
- 土曜昼
  - 2006年10月 - 2007年3月： 11:55 - 12:00、15:55 - 16:00
  - 2007年4月 - 2011年3月： 11:55 - 12:00、14:00 - 14:05
  - 2011年4月 - 2014年3月： 11:55 - 12:00
  - 2014年4月 - 2015年3月： 11:58 - 12:00（TOKYO MX1）
  - 2014年4月 - 2015年3月： 12:57 - 13:00（TOKYO MX2）
  - 2015年4月 - 2017年9月： 11:59 - 12:00（TOKYO MX2）
  - 2017年10月 - 2021年3月： 12:55 - 13:00（TOKYO MX1）

- 日曜昼
  - 2006年10月 - 2007年3月： 13:00 - 13:10
  - 2007年4月 - 2011年3月： 11:55 - 12:00、14:00 - 14:05
  - 2011年4月 - 2014年3月： 11:58 - 12:00
  - 2014年4月 - 2015年3月： 11:58 - 12:00（TOKYO MX1）
  - 2014年4月 - 2015年3月： 12:57 - 13:00（TOKYO MX2）
  - 2015年4月 - 2017年9月： 11:59 - 12:00（TOKYO MX2）
  - 2018年10月 - 2019年3月： 13:27 - 13:30（TOKYO MX1）
  - 2019年3月 - 2021年3月： 12:55 - 13:00（TOKYO MX1）

- 土日夕
  - 2001年10月00000000000： 17:45 - 18:00 （「ウィークエンドフラッシュ・東京インフォメーション」を内包）
  - 2001年11月 - 2002年9月： 17:30 - 18:00 （「東京プロジェクト」「ウィークエンドフラッシュ・東京インフォメーション」を内包）
  - 2002年10月 - 2003年3月： 17:30 - 17:55
  - 2003年4月 - 2006年3月： 17:50 - 18:00
  - 2006年4月 - 2007年3月： 17:30 - 17:45
  - 2007年4月 - 2014年3月： 18:00 - 18:15
  - 2014年4月 - 2017年9月： 18:00 - 18:15（TOKYO MX1） 、18:50 - 19:00（TOKYO MX2）
  - 2017年10月 - 2019年3月： 18:00 - 18:15

- 土曜夕
  - 2019年4月 - 2021年3月： 18:00 - 18:15

- 日曜夕
  - 2019年4月 - 2021年3月： 18:00 - 18:30

- 土曜夜間
  - 2006年10月 - 2014年3月： 21:55 - 22:00
  - 2014年4月 - 2015年3月： 20:55 - 21:00（TOKYO MX2）
  - 2014年4月 - 2015年3月： 21:55 - 22:00（TOKYO MX1）
  - 2015年4月 - 2017年9月： 20:55 - 21:00（TOKYO MX1）

- 土曜深夜
  - 2017年10月 - 2018年3月： 23:30 - 23:45（TOKYO MX2）
  - 2018年4月1日 - 2020年9月26日： 22:00 - 22:15（TOKYO MX2）

- 日曜夜間
  - 2007年10月 - 2011年3月： 21:56 - 22:00
  - 2011年4月 - 2012年3月： 21:59 - 22:00
  - 2012年4月 - 2015年3月： 21:58 - 22:00（TOKYO MX1）
  - 2015年4月 - 2017年9月： 20:55 - 21:00（TOKYO MX1）

- 日曜深夜
  - 2017年10月 - 2018年3月： 23:30 - 23:45（TOKYO MX2）
  - 2019年4月 - 2020年9月： 22:00 - 22:30（TOKYO MX2）

- 祝日昼
  - 2020年11月 - 2021年2月： 11:55 - 12:00・13:58 - 14:00

- 祝日夜間
  - 2020年11月 - 2021年2月： 20:00 - 20:30

- 祝日深夜
  - 2020年4月 - 2020年9月： 23:30 - 23:45（TOKYO MX2）

## 現在の出演者（2024年9月30日 - ）

### キャスター
- 平日 風戸星那・田中陽南・牧田更 いずれも、TOKYO MX報道記者兼アナウンサー
- 土曜日 牧田更
- 日曜日 神谷文乃 日曜日のみ局外の外部アナウンサー

## 過去の出演者

### キャスター
- ピーター・D・ピーダーセン（2001年4月 - 9月）前身となる『TOKYO NEWS update』でもメインキャスターを務めていた。なお、同局の報道番組で本格的なキャスターを務めた外国人は、現在のところ唯一である。
- 前田晴美
- 坂本知子（2001年4月 - 2008年5月）平日夕方のメインキャスター
- 古賀久美子（2009年3月から産休、2011年秋以降1年程度は報道記者として活動）
- 奥沢優美（2009年4月から産休、その後他部署に異動）
- 川口佐枝子（坂本知子のMX退社降板を受けて2008年6月から2009年03月の間再び出演。同局OG）
- 橘しんご（メインキャスター。2006年10月 - 2009年9月） ※社外から番組契約
- 棚橋志乃 ※社外から番組契約
- 堀江政史（2009年10月 - 2010年9月） ※平日夕方と夜間を担当。夜間はサブキャスターとして、ニューススタジオ内のクロマキー合成をバックにニュースを伝えていた。
- 田野辺実鈴（2005年 - 2011年10月） ※MX退社直前は平日夕方（水 - 金曜日）などを担当した。
- 川井綾子（2008年7月 - 2012年3月） ※テレビ朝日アスク所属
- 林宙紀（2010年10月 - 2012年3月） ※平日夕方と夜間担当。タイムリーオフィス所属
- 竹田有里（2012年1月 - 2016年3月）[注 11]
- 酒井千佳（2012年4月 - 9月）※三桂所属。平日夜間のメインキャスター
- 三田涼子（2001年 - 2012年9月）
- 小泉恵未（2003年 - 2012年9月）
- 堀友理子（2012年10月 - 2013年3月）※社外から番組契約。平日夕方のメインキャスター
- 鹿内美沙（2013年4月 - 2014年6月）[注 12]※社外から番組契約
- 高瀬有紀子スポーツコーナー 頑張れFC東京コーナー担当（2001年）
- 中谷隆宏（2012年4月 - 2015年3月）※平日夕方と夜間のメインキャスター。2012年10月 - 2013年3月までは20時台放送なしのため夕方のみ
- 近藤麻智子（2012年10月 - 2015年3月）※平日夕方と夜間のメインキャスター。2012年10月 - 2013年3月までは土曜日担当キャスター
- 田畑智佳子（2009年 - 2015年3月）※社外から番組契約。日曜日担当キャスター
- 中倉隆道（2015年4月 - 9月）※平日夕方のメインキャスター
- 魚住咲恵（2013年4月 - 2015年9月）[注 13]
- 石井希和（2015年10月 - 2016年7月21日）※平日夕方のメインキャスター。週刊誌報道の影響のため、2016年8月8日付で降板した。
- 近藤奈央（2015年10月 - 2017年3月）※土曜日担当
- 藤田真奈美（2015年4月 - 2017年9月）※土日担当[注 14]
- 角田佐哉香（2015年10月 - 2017年9月）※平日昼担当
- 汾陽麻衣（2016年8月 - 2017年9月）※平日夕方（月曜日 - 木曜日）のメインキャスター。降板した石井希和の後任
- 山本舞衣子（2015年4月 - 2017年9月）※平日夕方（金曜日）のメインキャスター。
- 村上幸司（2012年10月 - 2017年10月）※平日夕方のリポーターと夜間のキャスター。[注 15]
- 堤友香（2017年10月 - 2019年9月30日）※平日（祝日除く）の11:40、12:55、15:20のニュースを担当。
- 竹村優香（2019年7月 - 2019年9月）※日曜日担当
- 有馬隼人（2017年10月2日 - 2020年3月31日）※平日夕方のメインキャスター。
  - 2020年1月20日 - 1月24日は冬休みのため欠席。期間中は田中に加え、日替わりでゲストが登場した。詳細は#キャスター以外を参照のこと。
- 田中麻耶（2017年10月2日 - 2020年3月31日）※平日夕方のメインキャスター。
- 安藤咲良（2019年9月6日 - 2020年3月31日）※平日夕方「イブニングライブ」リポーター[7][注 16]。
- 藤本真未（2017年11月1日 - 2021年3月31日）※平日昼・夜間担当キャスター。
- 風戸星那（2017年10月 - 2021年3月31日）[注 17]
- 吉年愛梨（2019年10月 - 2021年3月31日）※週末・祝日担当キャスター。

### 気象キャスター
- 美濃岡洋子（気象予報士。2009年4月 - 9月29日。月・火曜日担当。降板後の2013年2月18日 - 20日に、吾方佑名の代理で出演）
- 若菜三千代（気象予報士。2011年3月まで）※不定期出演
- 福川理恵子（気象予報士。2011年04月 - 2012年3月） ※金曜日のみ出演
- 知念有美（気象予報士。2012年4月 - 9月）※当時ウェザーマップ所属
- 水田珠美（朝刊版・鉄道情報リポーター。2013年4月 - 2014年3月　鉄道情報と共に天気情報も伝えていた）
- 小杉浩史（気象予報士。2014年4月 - 2015年3月）平日昼のお天気キャスター
- 吾方佑名（気象予報士。2012年10月 - 2017年1月）[注 18]
- 元井美貴（気象予報士。2016年4月 - 2017年3月）
- 牧野結美（元静岡朝日テレビアナウンサー。2017年4月 - 2017年9月）
- 結城香織（2017年10月2日 - 2019年7月26日）[注 19]
- 今井美桜（2019年7月29日 - 9月30日[9]）[注 20]
- 2019年10月1日 - 2020年3月31日はナレーションが兼務している。

### キャスター以外
- 葉千栄（コメンテーター。2001年4月 - 9月）
- 筒井清忠（社会学者、帝京大学文学部日本文化学科教授。2011年5月 - 9月。火曜日夜間コメンテーター。）
- 角田光男（東京都市大学講師、元共同通信社記者。2008年10月 - 2012年3月29日。2008年10月 - 2009年9月は全曜日コメンテーター、2009年10月 - 2010年9月は平日20時台のメインキャスターへ昇格、2010年10月 - 2011年3月は月 - 金曜日夜間コメンテーター、2011年4月 - 2012年3月は水・木曜日夜間コメンテーター。）
- 渡邊直樹（大正大学表現学部客員教授・編集者、国際宗教研究所評議員。2011年5月 - 2012年3月。月曜日夜間コメンテーター。）
- 佐々木信夫（2009年4月 - 中央大学教授（経済学部）、聖学院大学客員教授、行政学者。2009年4月 - 2012年0月、不定期で金曜日コメンテーター。2012年4月 - 9月、金曜日コーナー『ズバリ!解説』担当。現在も都政関係のニュースの際に出演することが多い）
- 立松博史（2011年9月 - 野村総合研究所主席コンサルタント。2011年09月 - 2012年3月、火曜日コメンテーター。2012年4月 - 9月、金曜日コーナー『ズバリ!解説』担当。）

以下は平日夕方キャスターの有馬が冬休み期間中の2020年1月20日 - 1月24日はゲストが日替わりで登場し、それぞれのテーマについて語る。
- ボビー・ジュード（1月20日、テーマ：男性の育児参加）
- 久保友香[注 21]（1月21日、テーマ：女性の“カワイイ”文化）
- 厚切りジェイソン（1月22日、テーマ：英語教育）
- REINA（1月23日、テーマ：テロ対策）
- 原田曜平（1月24日、テーマ：キャッシュレス決済）

### ナレーション
- 新居祐一（ - 2017年9月、火 - 木曜日担当）
- 西村江太郎（ - 2017年9月、月・金曜日担当）
- 福島孝広（2017年10月2日 - 2020年3月31日、月 - 木曜日担当）

## オープニング
- 初代（2001年4月 - 9月）
白を基調としたCG。
- 2代目（2001年10月）
全体に青を基調として、まず水面が映り、続いて銀座の和光本店、東京都庁、東京タワーの静止画像が出た後、東京都の地形が回転しタイトルロゴが登場する20秒のCG（開始数日は昼間の放送でも使われていたが、5分ニュースではオープニングがカットとなる）。
  - 2代目アレンジ（2001年11月 - 2004年3月）
東京都内の名所の画像が増え、音楽にアレンジがかかり15秒と短くなる（以降のオープニングもスポット枠を除き全て15秒）。
- 3代目（2004年4月 - 9月）
CGに東京都内の名所の映像。
- 4代目（2004年10月 - 2005年3月）
音楽が「2代目アレンジ」に戻り、東京都庁の空撮映像を加工した、青を基調としたCG。
- 5代目（2005年4月 - 2006年1月）
青い背景に地球が浮かび、その周りを幾つものリングが動き、そのリングの中には東京の日常の映像が流れ、地球が左側に消えると「NEWS」「MX」のロゴが登場し、合体すると同時に「TOKYO」も現れ同じく合体するCG（このオープニングから平日のみ直前にヘッドラインが付くようになる）。
- 6代目（2006年2月 - 2007年10月）
まず地球の内側からオーストラリア大陸付近を映し、北に移動してインドシナ半島付近から外側に出て、東側に移動しアフリカ大陸付近で中心に「TOKYO MX NEWS」のロゴが浮かび、さらに東京都の地形が浮かぶCG（音楽は5代目と同じ、以後全てハイビジョン製作）。
- 7代目（2007年4月 - 10月）
お天気カメラの映像を背景に、左から右に白い線が数本流れ、左から武蔵野市右から三鷹市…と次々に金色の東京都の市区町村の地形が合体して東京都の地形になるというCG。平日の夕方・夜間のみの使用で、他の時間は全て6代目が引き続き使用された。また夜間の再放送でもオープニングのみ生放送で送出された（音楽は5代目と同じ）。
- 8代目（2007年10月1日）
この日のみ使用されたオープニング。青を基調としていて歴代のCGに類似しているが、音楽は何れとも異なる。翌日からは再び上記の7代目を使用。
- 9代目（2007年11月 - 2012年3月）
CGは6代目の色を赤に変更したのみで、異なるのは音楽とロゴの登場が手前から奥に回転しながら現れるという点のみである。
- 10代目（2010年4月 - 2012年3月）
奥から地球が回転しながら現れ、画面右側から左側に都庁や東京マラソンなど東京の日常の映像が流れ、地球が消える。続いて「MX」のロゴがアップになりズームアウトしてロゴ全体が浮かぶCG。平日夜間のみ使用で、他の時間は全て9代目が引き続き使用された。
- 11代目（2012年4月 - 9月）
地球が回転するCGに、高速で切り替わり続けるデジタル時計の表示や東京タワー、東京スカイツリー、都庁などの映像を処理したもの。
- 12代目（2012年10月 - 2014年3月）
切り替わり続けるデジタル時計の表示が放送機材のランプやメーターの映像に合成され、続いて銀色の番組ロゴが手前から奥に高速移動しロゴが整列した所で、背景がスタジオのマスターに切り替わる映像。
なおこのOPはスポット枠でも5秒版が使用され、背景はお天気カメラの映像で、ロゴ部分も同一のCG。この12代目のスポット枠用OPは、2013年3月までは平日と土日のスポット枠の全て（土曜日21:55は通常のOPを使用）の回で使用されていたが、2013年4月以降は後述する13代目のOP使用もあり、平日は14:59分の回、土曜日は11:55分の回、日曜日は11:58、21:58分の回で使用されている。
- 13代目（2013年4月 - 2014年3月）
お天気カメラの映像を背景に、12代目と同じく切り替わり続けるデジタル時計の表示が合成され、銀色の番組ロゴが手前から奥に高速移動しロゴが整列する映像。平日祝日の朝と平日正午に使用される。BGMは12代目とは異なるアップテンポな曲調となっている。こちらもスポット枠用のOPが用意されており、平日12:59分の回まで使用される。
- 14代目（2014年4月 - 2015年3月）
画面右下から青いラインと水玉模様がカーブを描きながら登場し、その直後水が波を打つようにして左側から地球が現れるのと同時に、番組ロゴが登場する。
長らく使用されていたシンプルな番組ロゴから変更された。
フルバージョンとスポット枠バージョンが存在し、お昼のニュースではお天気カメラの映像を背景にフルバージョンで、平日15:20と土日祝日の夕方と土日夜間は、ホワイトバックでフルバージョンのオープニングとなる。また、スポット枠ではお天気カメラの映像を背景にショートバージョンが用意されている。また、BGMはピアノを主体としたものとなった。
- 15代目（2014年4月 - 2015年3月）
平日20時から放送されるTOKYO MX NEWS NEXT用のOP。平日20時台専用のOPとしては、2010年以来となる。右下にTOKYO MX NEWS NEXTのロゴが表示され、複数のカラフルな四角形で構成されたものが東京スカイツリー目掛けて、進んでゆき、スカイツリーの周りをぐるぐると螺旋状に登り詰めて、アンテナの頂点に達したところでTOKYO MX NEWS NEXTのロゴが前面に表示される。BGMは14代目と同じもの。
- 16代目（2015年4月 - 2017年3月）
赤を主体し、地球が回転するCGが画面左下から登場し、その後番組ロゴが現れる。番組ロゴが改められた。
1分のスポット枠ではお天気カメラの映像、平日昼と5分ではホワイトバック、平日18時台はその日のトップニュースの映像を背景にCGが重なる形となっていたが、オープニング映像なしで挨拶から始まることが増えた。その後2016年頃から、平日18時のオープニングはその日のトップニュースにOPが繋がるものになっていたが、16代目で使用されるものとは全く異なる短いBGMが流れ、画面左側から複数の線を描いて番組ロゴが現れるものが使用されていた。
- 17代目（2017年4月 - 2017年9月、作曲：田渕夏海）
全時間帯で使用されるOP。5秒程度のもので、ホワイトバックに時計が表示され、番組のロゴが斜めに表示される。番組ロゴは16代目と同様である。
- 18代目（2017年10月 - 2020年9月、作曲：櫻井美希）
全時間帯で使用されるOP。5秒程度のもので、ホワイトバックに現在の番組ロゴが表示される。この改編で番組ロゴが改められた。
ただし、2020年4月1日より平日9:59・14:58・20:56のニュース、同年10月1日より平日11:55・13:58、土日のニュースがこのOPを使用せずにキャスターの挨拶から番組がスタートした。これにより、全時間帯のニュースでOPが流れなくなった。